# Hágai egyezmények
1899-ben és 1907-ben két nagy átfogó nemzetközi konferenciára került sor Hágában, amelyeken a részt vevő államok számos, a modern korszakot érintő nemzetközi jogi kérdést kívántak rendezni. Az eredeti tervek szerint egy harmadik "fordulót" is tartottak volna, de erre az első világháború miatt nem került sor.
Az ezeken a konferenciákon elfogadott nemzetközi szerződések, nyilatkozatok a nemzetközi jog számos területén alkottak maradandót. Így máig komoly hatással bírnak a nemzetközi hadijog, vagy nemzetközi humanitárius jog területére, hiszen ekkor fogadtak el a történelem során először általános szárazföldi hadviselési szabályzatot, foglaltak írásba szabályokat a tengeri, valamint rendkívül kezdetleges formában ugyan, de a légi hadviselésre is. A genfi egyezmények mellett a hadijogi szabályok elsődleges forrásai ezek az egyezmények voltak. Megkísérelték szabályozni a háborúk indításának kérdéseit is, csekély sikerrel, ám ennek mai napig ható eredménye, hogy ekkor jött létre az Állandó Választottbíróság (Permanent Court of Arbitration), amely hágai központtal a mai napig működik. Az ENSZ elsődleges bírói fóruma, a Nemzetközi Bíróság (International Court of Justice) abban az épületben, a hágai Béke Palotában működik, mint az Állandó Választottbíróság.

## Az 1899-ben elfogadott, hadijogi tárgyú hágai egyezmények
- egyezmény (II.) a szárazföldi háború törvényeiről és szokásairól
- egyezmény (III.) az 1864. évi genfi egyezmény elveinek alkalmazásáról a tengeri háborúkban
- nyilatkozat (IV.1.) a fojtó vagy mérges gázokat terjesztő lövedékek eltiltásáról
- nyilatkozat (IV.2.) az emberi testben könnyen szétmenő vagy ellapuló lövedékek eltiltásáról
- nyilatkozat (IV.3.) a léggömbökről lövedékek és robbanóanyagok indításának, és hasonló természetű cselekményeknek  ötéves  időszakra való eltiltásáról

## Az 1907-ben elfogadott, hadijogi tárgyú hágai egyezmények
- egyezmény (IV.) a szárazföldi háború törvényeiről és szokásairól

1. cikk
A haditörvények, -jogok és -kötelességek nemcsak a hadseregre érvényesek, hanem a milíciákra és az önkéntes alakulatokra is, ha a következő feltételeknek megfelelnek:
1. Ha olyan valaki áll az élükön, aki felelős a beosztottaiért.
2. Ha meghatározott, távolról felismerhető jelzést viselnek.
3. Ha nyíltan viselik fegyvereiket.
4. Ha cselekedeteiknél figyelembe veszik a haditörvényeket és -szokásokat.
Azokban az országokban, amelyekben milíciák vagy önkéntes alakulatok képezik a hadsereget vagy a hadsereg egy részét, ezek beletartoznak a hadsereg elnevezésbe.
2. cikk
Egy olyan meg nem szállt terület lakossága, amely az ellenség közeledésekor önszántából fegyvert fog, hogy a betörő csapatokat legyőzze, anélkül, hogy ideje lett volna az 1. cikk szerint megszerveződni, hadviselőnek tekintendő, ha a fegyvereket nyíltan viseli és a hadi törvényeket, -szokásokat figyelembe veszi.
- egyezmény (V.) a semleges hatalmak és személyek jogairól és kötelességeiről szárazföldi háborúban
- egyezmény (VIII.) a tenger alatt önműködő ütköző aknák elhelyezéséről
- egyezmény (IX.) a bombázásról tengeri haderővel háború idejében
- egyezmény (X.) a Genfi Egyezmény elveinek alkalmazásáról a tengeri háborúra
- egyezmény (XII.) a semleges hatalmak jogairól és kötelességeiről tengeri háborúban
- nyilatkozat (XIV.) a léggömbökről lövedékek és robbanóanyagok indításának, és hasonló természetű cselekményeknek eltiltásáról

## Link
- 1913. évi XLIII. törvénycikk az első két nemzetközi békeértekezleten megállapitott több egyezmény és nyilatkozat beczikkelyezése tárgyában (Hágai egyezmények)